# Donaustadtbrücke metróállomás

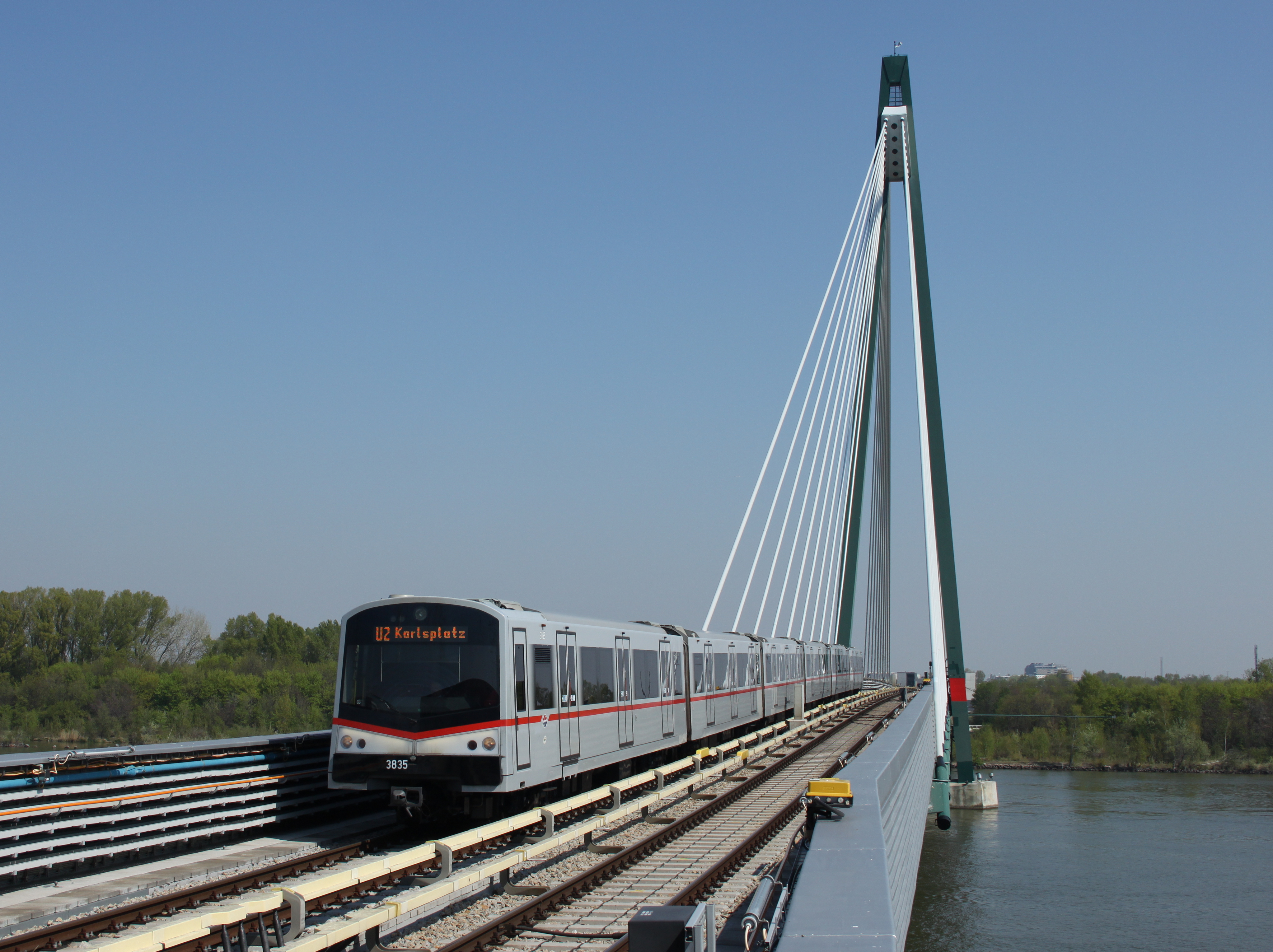
A Donaustadtbrücke ferdekábeles metrók számára épült híd, mely az állomás névadója

A bécsi Donaustadtbrücke metróállomás az U2-es metró egyik megállója Stadlau és Donaumarina között, a Duna bal párján. Nevét a Dunán áthidaló Donaustadtbrücke hídról kapta. Az állomás Bécs 22. kerületében, Donaustadt-ban épült. Ez az állomás 2010-ben lett átadva az U2 Aspernstraße-ig történő meghosszabbításkakor.

## Jellemzői
Az állomás a föld szintjétől magasabban épült, kétvágányos, szélsőperonos kialakítású. Kinézete a 2-es metró Krieau és Seestadt között lévő megállóival egységes, melyben többnyire a fehér szín dominál. A perontető a peron teljes hosszát és a vágányokat is lefedi. Az oldalsó falak üveggel vannak lezárva a külvilágtól, így csak a sínek irányába nyitott az állomás.

## Átszállási kapcsolatok
| U2 (Schottentor ↔ Seestadt) |                              |                                         |
| Állomás                     | Átszállási kapcsolatok       | Fontosabb létesítmények                 |
| Donaustadtbrücke            | 92A, 92B, 93A N29 (Éjszakai) | A22-es autópálya, Kis Duna duzzasztógát |

## Galéria

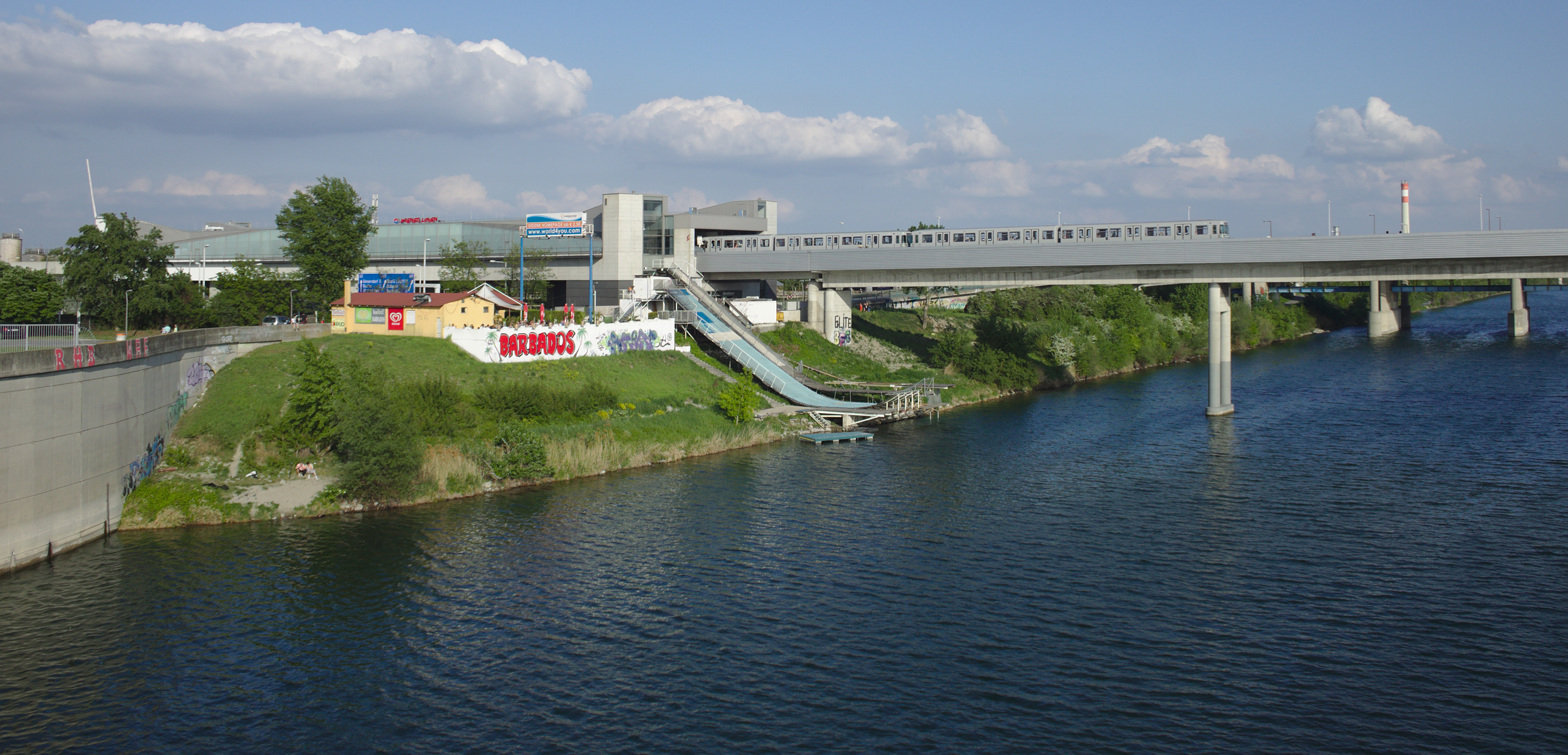
Az állomás a Kis Dunán lévő duzzasztógát felől nézve
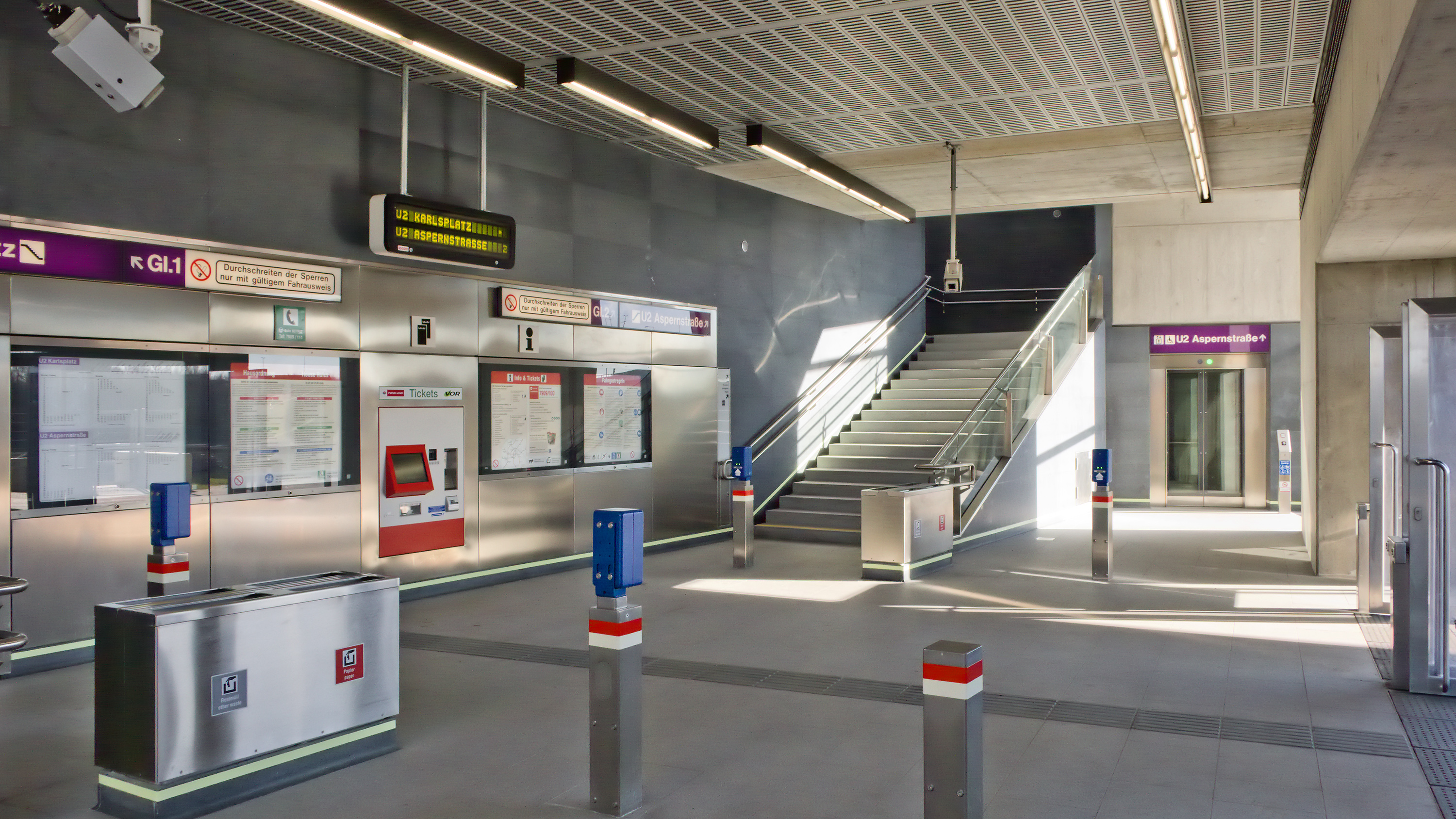
Az állomás alsó szintje
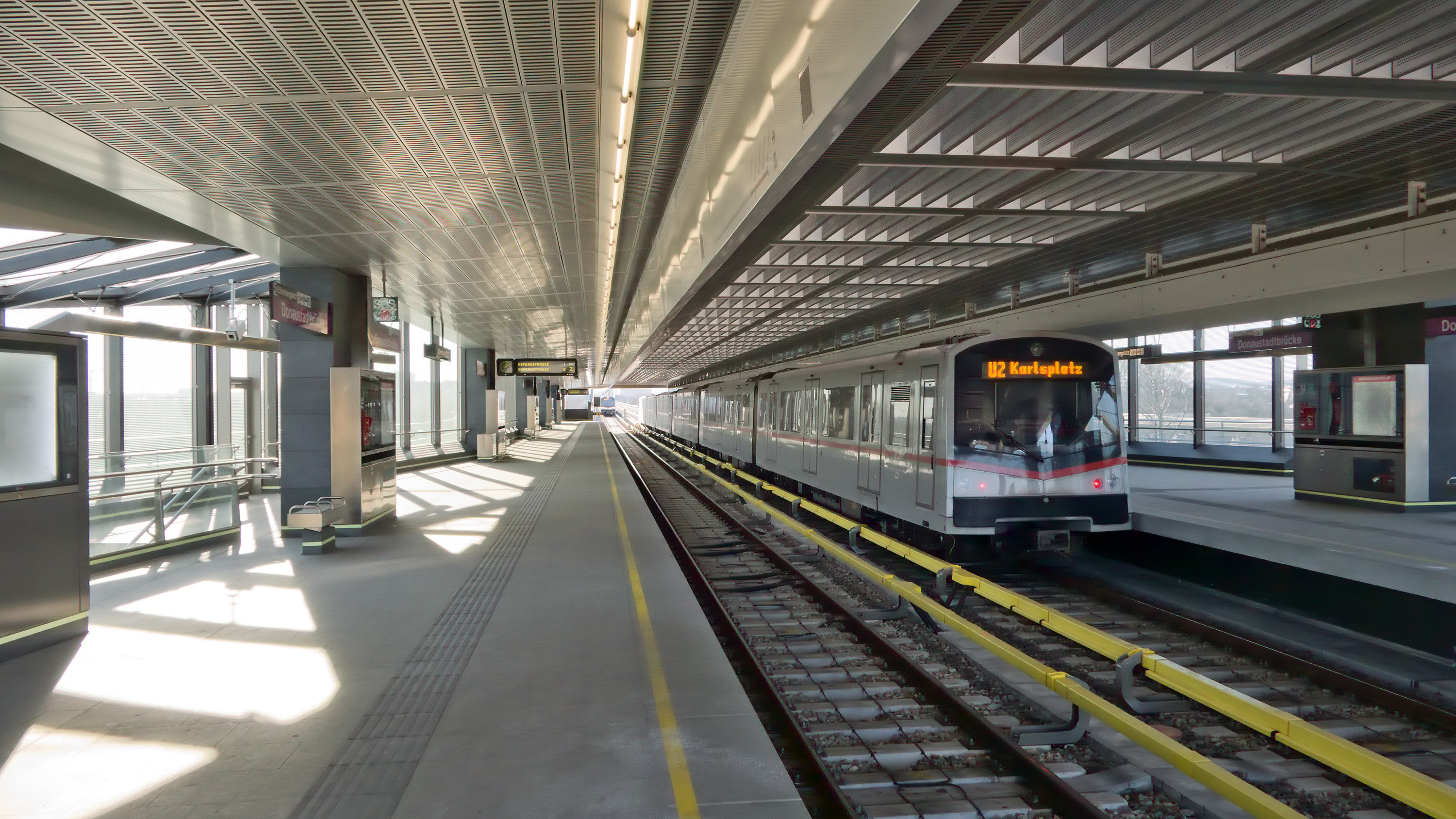
V típusú metrókocsi az állomáson
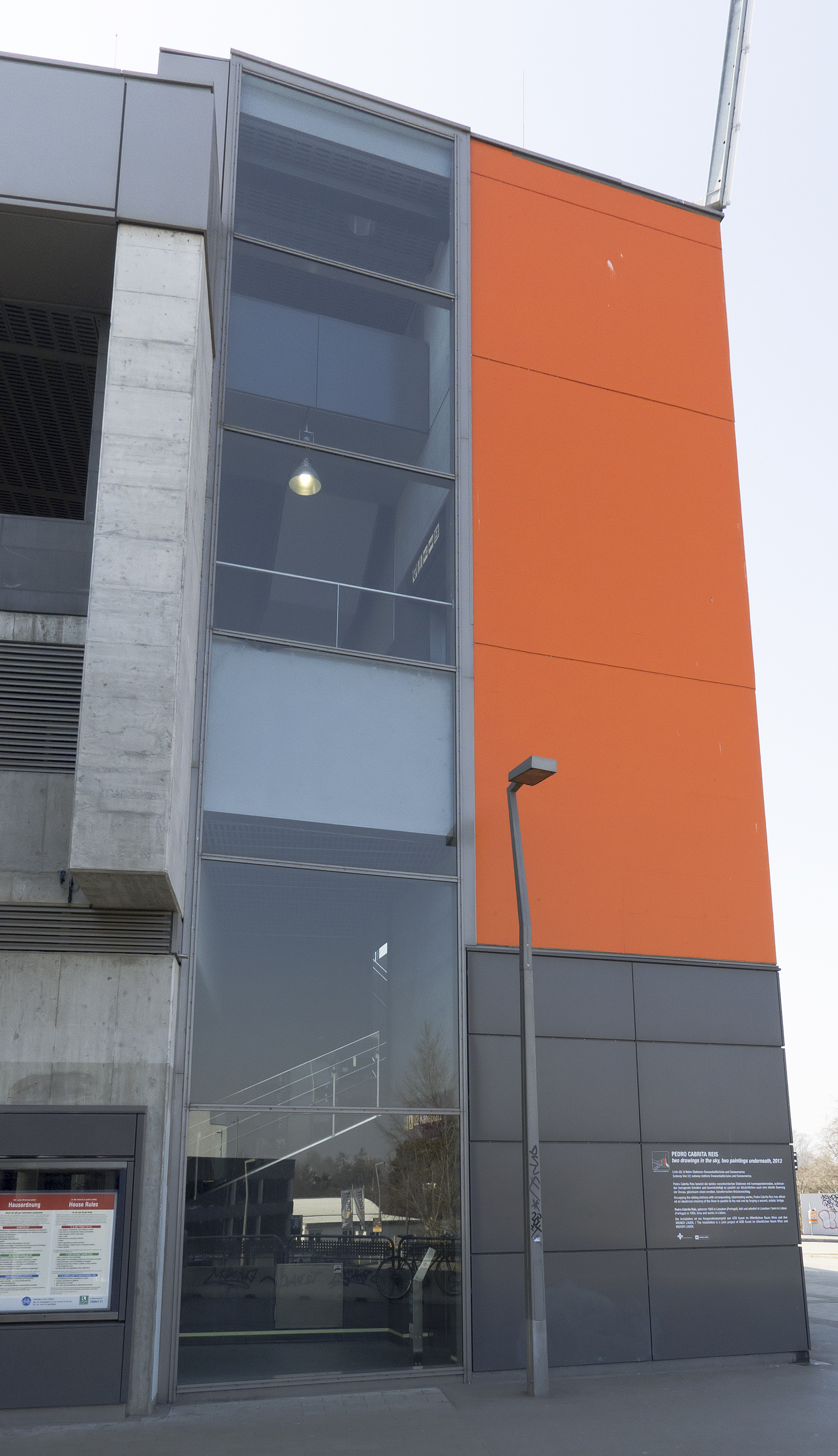
Az állomás kívülről, a narancssárgára festett falrésszel

## Fordítás
- Ez a szócikk részben vagy egészben  az   U-Bahn-Station Donaustadtbrücke című német Wikipédia-szócikk fordításán alapul.  Az eredeti cikk szerkesztőit annak laptörténete sorolja fel. Ez a jelzés csupán a megfogalmazás eredetét és a szerzői jogokat jelzi, nem szolgál a cikkben szereplő információk forrásmegjelöléseként.